# Skarga Utraconych Ziem
Skarga Utraconych Ziem (tytuł oryginału: Complainte des Landes perdues) – seria komiksowa z gatunku fantasy, której autorami są Jean Dufaux (scenariusz), Grzegorz Rosiński (rysunki do tomów pierwszego cyklu), Philippe Delaby (rysunki do tomów drugiego cyklu), Béatrice Tillier (rysunki do tomów trzeciego cyklu) i Paul Teng (rysunki do tomów czwartego cyklu). W oryginale Skarga Utraconych Ziem ukazuje się po francusku od 1993 nakładem wydawnictwa Dargaud. Po polsku publikuje ją Egmont Polska.

## Fabuła
Seria składa się z czterech cyklów. Pierwszy opowiada o walce, jaką toczy księżniczka Sioban z władającym czarną magią Bedlamem i innymi wrogami, którzy opanowali jej królestwo. Akcja toczy się w świecie celtyckich legend i mitów i nawiązuje do przepowiedni, która mówi, że mroczny czas skończy się, gdy ponownie rozlegnie się tytułowa skarga Utraconych Ziem.
Drugi cykl opowiada o wydarzeniach sprzed narodzin Sioban, gdy na Utraconych Ziemiach żyli Rycerze Łaski, którzy usiłowali oczyścić wyspę z dawnych demonów, stworzonych przez pierwsze mieszkanki tych ziem, Czarownice. Morigany były najstraszliwszymi z Czarownic, gdyż nie utraciły nic z pierwotnej mocy swej rasy, Chiil, ulokowanej w lewym oku. Jednym z Rycerzy jest Seamus, przyszły mentor Sioban. To właśnie na jego losach skupia się ten cykl.
Trzeci cykl opowiada o walce między Czarownicami, z których część wchodzi w sojusz z królami, a część jest temu przeciwna.
Czwarty cykl poświęcony jest ponownie Sioban i opowiada o wydarzeniach rozgrywających się po pierwszej serii.

## Tomy
| Tom                       | Tytuł i rok wydania polskiego | Tytuł i rok wydania oryginalnego     |
| Cykl pierwszy Sioban      | Cykl pierwszy Sioban          | Cykl pierwszy Sioban                 |
| ------------------------- | ----------------------------- | ------------------------------------ |
| 1                         | Sioban (2000)                 | Sioban (1993)                        |
| 2                         | Blackmore (2000)              | Blackmore (1994)                     |
| 3                         | Pani Gerfaut (2001)           | Dame Gerfaut (1996)                  |
| 4                         | Kyle z Klanach (2001)         | Kyle of Clanach (1998)               |
| Cykl drugi Rycerze Łaski  |                               |                                      |
| 1                         | Morigany (2005)               | Moriganes (2004)                     |
| 2                         | Gwinea Lord (2009)            | Guinea Lord (2008)                   |
| 3                         | Czarodziejka Sanctus (2014)   | La Fée Sanctus (2012)                |
| 4                         | Sill Valt (2014)              | Sill Valt (2014)                     |
| Cykl trzeci Czarownice    |                               |                                      |
| 1                         | Czarnogłowy (2021)            | Tête noire (2015)                    |
| 2                         | Inferno (2021)                | Inferno (2019)                       |
| 3                         | Regina Obscura (2023)         | Regina Obscura (2023)                |
| 4                         |                               | Vers l'Eruin Dulea (w przygotowaniu) |
| Cykl czwarty Sudenne'owie |                               |                                      |
| 1                         | Lord Heron (2023)             | Lord Heron (2021)                    |
| 2                         | Aylissa (2024)                | Aylissa (2022)                       |
| 3                         | Szaleństwo Seamusa (2024)     | La Folie Seamus (2023)               |
| 4                         | Lady O'Mara (2025)            | Lady O'Mara (2025)                   |